# ダンス!ダンス!ダンス! (シャネルズのアルバム)
『ダンス!ダンス!ダンス!』は、1982年12月1日に発売されたシャネルズ（後のラッツ&スター）の5枚目のアルバム。

## 解説
- シャネルズ名義では最後のオリジナル・アルバム。
- 小林克也がスペシャルDJで参加している。
- 1995年にCD選書にて復刻された際、小林のDJ部分はカットされた。

## 収録曲
- 作詞：田代マサシ／作曲：鈴木雅之（特記以外）　全編曲：シャネルズ・村松邦男

1. TURN BACK THE HANDS OF TIME
  - 作詞・作曲：DANIELS JACK/THOMPSON BONNIE F
2. 週末ダイナマイト
3. PEPPERMINT TWIST!
  - 作詞・作曲：DI NICOLA JOSEPH/GLOVER HENRY
  - リードボーカルは田代マサシ。
4. DANCE! DANCE! DANCE!
5. BOOGIE WOOGIE TEENAGE
  - 作詞・作曲：JENKINS LEROY MONROE
  - リードボーカルは鈴木と田代。
6. 涙でハッピーバースデー
  - 「週末ダイナマイト」のB面曲。
7. 浮気なエンジェル
  - リードボーカルは鈴木・田代・佐藤・久保木。
8. COME BACK MY LOVE
  - 作詞・作曲：MANSFIELD BOBBY LEE
  - リードボーカルは桑野信義。
9. TWISTIN' U.S.A.
  - 作詞・作曲：LOWE BERNIE BERNARD/MANN KAL
10. 恋の4回戦ボーイ
  - 作詞：麻生麗二
  - リードボーカルは久保木。
11. DO YOU WANNA DANCE
  - 作詞・作曲：FREEMAN BOBBY
  - リードボーカルは新保と佐藤。
12. Yeah! Yeah! Yeah!
13. 星くずのダンス・ホール
  - 作詞：麻生麗二
14. LOVERS NEVER SAY GOOD-BYE
  - 作詞・作曲：JOHNSON TERRY/WILSON PAUL
  - リードボーカルは鈴木と田代。